# بريت كوبر (لاعب كرة قدم أمريكية)
بريت كوبر (بالإنجليزية: Bret Cooper)‏ هو لاعب كرة قدم أمريكية أمريكي، ولد في 16 ديسمبر 1970 في ميامي في الولايات المتحدة.